# Cisie (województwo śląskie)
Cisie – wieś w Polsce, położona w województwie śląskim, w powiecie częstochowskim, w gminie Blachownia, nad Stradomką.
| SIMC    | Nazwa             | Rodzaj    |
| ------- | ----------------- | --------- |
| 0130381 | Cisie-Gajówka     | część wsi |
| 0130398 | Cisie-Leśniczówka | część wsi |
| 0130406 | Dąbrówka          | część wsi |
| 0130412 | Nowiny            | część wsi |

## Historia

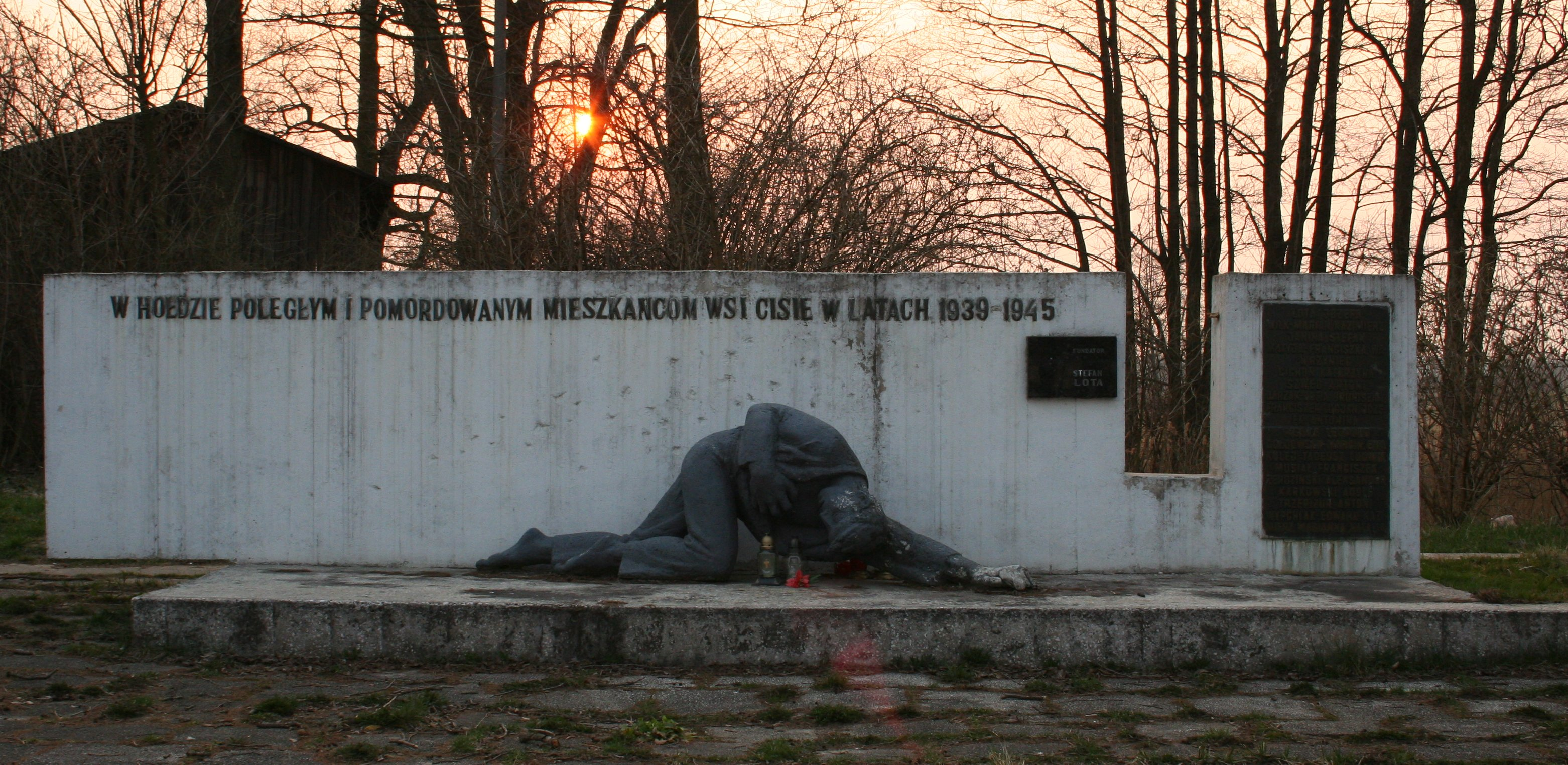
Pomnik poświęcony zamordowanym ofiarom z Cisia

W 1782 roku wieś podlegała pod parafię w Konopiskach (filię parafii św. Zygmunta w Częstochowie).
W miejscowości od 1919 istnieje szkoła podstawowa. W 1978 rozpoczęto budowę nowej szkoły, którą otwarto 1 września 1983. Dziś szkołą kieruje Stowarzyszenie Rozwoju Wsi, założone przez mieszkańców. W latach 1975–1998 miejscowość administracyjnie należała do województwa częstochowskiego.
W miejscowości znajduje się pomnik poświęcony zamordowanym mieszkańcom w czasie II wojny światowej, którego fundatorem, podobnie jak szkoły, był Stefan Lota.
W Cisiu znajduje się źródełko, przy którym mieszkańcy wybudowali kapliczkę św. Huberta. W dniu święta patrona odbywają się tam uroczyste msze z udziałem Ochotniczej Straży Pożarnej w Cisiu oraz mieszkańców okolicznych miejscowości.
OSP dysponuje czterema samochodami.

## Kościół rzymskokatolicki
Miejscowość podlega pod parafię św. Michała Archanioła w Blachowni. W latach 1991–2000 wybudowano kościół św. Antoniego Padewskiego, poświęcony 11 czerwca 2000 r. przez arcybiskupa częstochowskiego Stanisława Nowaka.

## Znani mieszkańcy
Urodził się tu Władysław Budzik (ur. 31 marca 1914, zm. ?) – polski górnik, poseł na Sejm PRL III, IV i V kadencji.